# Paolo Dellafiore
Paolo Hernán Dellafiore (Buenos Aires, 2 febbraio 1985) è un allenatore di calcio ed ex calciatore italiano con cittadinanza argentina, di ruolo difensore, tecnico della formazione Under-16 dell'Inter.

## Caratteristiche tecniche
Centrale difensivo, poteva adattarsi all'occorrenza al ruolo di laterale destro.

## Carriera

### Club

#### Inter, Spezia e Treviso
Nato in Argentina da famiglia italiana, cresce nel settore giovanile dell'Inter militando in Primavera dal 1999 al 2004: debutta ufficialmente il 7 dicembre 2004, subentrando a Martins nei 20' finali della partita di Champions League vinta per 3-0 contro l'Anderlecht.
Ceduto in prestito allo Spezia nel gennaio 2005, in estate si trasferisce sempre a titolo temporaneo al Treviso: coi veneti, ripescati e all'esordio assoluto in massima categoria, referta la prima presenza in A proprio contro i nerazzurri il 28 agosto 2005. Il 15 gennaio 2006 è autore del primo gol, in occasione del pareggio per 2-2 con l'Udinese.

#### Palermo e Torino
Nel giugno 2006 viene acquistato dal Palermo nell'ambito della trattativa che porta Fabio Grosso a Milano: il 28 settembre 2006 compie l'esordio nelle manifestazioni europee, disputando la ripresa dell'incontro col West Ham valido per la Coppa UEFA.
Tesserato con la formula del prestito dal Torino per la stagione 2007-08, il 27 aprile 2008 — in occasione della gara persa contro la Roma — riceve una doppia ammonizione dall'arbitro Celi senza tuttavia incorrere nell'espulsione: il giudice di gara ammise di aver compiuto un errore materiale, imputando erroneamente a Pisano il primo cartellino giallo. Accolto il parere del fischietto, Dellafiore fu regolarmente squalificato per la gara successiva.
Brevemente rientrato in rosanero durante la prima parte del campionato seguente — complice il riscatto esercitato dal club palermitano — nel gennaio 2009 fa ancora ritorno in granata: autore di un gol al Lecce il 25 gennaio 2009, il 22 febbraio seguente marca all'Udinese la rete che vale il primo successo sabaudo nell'anno solare. Il torneo si conclude con la retrocessione dei piemontesi in B.

#### Parma e Cesena
Il giocatore ritorna al Palermo, ma solo di passaggio poiché il 3 luglio 2009 viene ceduto al Parma in prestito con diritto di riscatto della metà del cartellino. Iniziale riserva, con la rescissione di contratto di Christian Panucci a stagione in corso Dellafiore diventa uno dei titolari della difesa crociata. A fine stagione il diritto di riscatto non viene esercitato ma il 20 agosto 2010 il Parma comunica di aver raggiunto un nuovo accordo con il Palermo con la stessa formula della stagione precedente. L'esordio nella stagione 2010-2011 arriva alla 13ª giornata di campionato il 21 novembre 2010, entrando in campo all'88' di Parma-Lazio (1-1). Con il tecnico Pasquale Marino gioca quest'unica partita in campionato più, da titolare, l'ottavo di finale di Coppa Italia vinto per 2-1 ai supplementari contro la Fiorentina il 14 dicembre, e nel mercato di riparazione di gennaio passa in prestito al Cesena. Il 16 gennaio esordisce in maglia bianconera giocando da titolare in Cesena-Roma (0-1). Conclude la stagione con 7 presenze, con l'ultima apparizione all'ultima giornata di campionato che arriva a tre mesi di distanza dalla sesta.

#### Novara, Siena, Padova e Latina
Riscattato interamente dal Parma, il 5 agosto 2011 viene ceduto in compartecipazione al Novara, neopromosso in Serie A. Con gli azzurri gioca 17 partite in campionato, retrocedendo a fine stagione. A fine stagione si aggrega all'Inter, sua ex squadra, per una tournée in Indonesia. Il 22 giugno 2012 il Parma risolve a proprio favore la compartecipazione con il Novara. Il 6 luglio seguente passa in compartecipazione al Siena, con cui gioca 2 partite in campionato e una in Coppa Italia.
Il 25 gennaio 2013 passa al Padova, in Serie B, in prestito dal Siena e Parma che ne detengono in compartecipazione il cartellino. Debutta il 2 febbraio nella sfida contro il Grosseto pareggiata (0-0).
Il 26 giugno 2014 la compartecipazione fra Siena e Parma viene rinnovata. Il 22 luglio seguente, dopo la mancata iscrizione del Siena al campionato di Serie B, si svincola dalla società bianconera e il giorno successivo viene ingaggiato a titolo definitivo dal Latina, con cui firma un contratto triennale. Il 13 agosto 2016 prolunga fino al 2019. Il 17 maggio 2017 subisce un grave infortunio al ginocchio destro, procurandosi la rottura del legamento crociato anteriore in seguito ad uno scontro di gioco in allenamento. Il 29 maggio viene svincolato d'ufficio in seguito al fallimento della società pontina.

#### Ultimi anni
Il 16 gennaio 2018 viene tesserato dal Perugia, con cui firma fino al termine della stagione con opzione per un altro anno.
Il 5 febbraio 2019 viene ingaggiato dalla Paganese fino al termine della stagione.
Il 6 dicembre 2019 viene ufficializzato il passaggio al Mantova, con cui firma fino al termine della stagione.
Chiude la carriera nel 2022, dopo le esperienze con Sona e Real Calepina.

### Nazionale
In possesso del doppio passaporto per via dei natali argentini, a livello internazionale ha scelto di rappresentare l'Italia. Ha giocato alcune partite con le nazionali giovanili, fino alla nazionale Under-21 e a quella olimpica.

### Allenatore
Il 29 giugno 2025, Dellafiore viene nominato tecnico della formazione Under-16 dell'Inter.

## Statistiche

### Presenze e reti nei club
| Stagione            | Squadra         | Campionato      | Campionato | Campionato | Coppe nazionali | Coppe nazionali | Coppe nazionali | Coppe continentali | Coppe continentali | Coppe continentali | Altre coppe | Altre coppe | Altre coppe | Totale | Totale |
| Stagione            | Squadra         | Comp            | Pres       | Reti       | Comp            | Pres            | Reti            | Comp               | Pres               | Reti               | Comp        | Pres        | Reti        | Pres   | Reti   |
| ------------------- | --------------- | --------------- | ---------- | ---------- | --------------- | --------------- | --------------- | ------------------ | ------------------ | ------------------ | ----------- | ----------- | ----------- | ------ | ------ |
| 2004-gen. 2005      | Inter           | A               | 0          | 0          | CI              | 0               | 0               | UCL                | 1                  | 0                  | -           | -           | -           | 1      | 0      |
| gen.-giu. 2005      | Spezia          | C1              | 13         | 0          | CI-C            | 8               | 0               | -                  | -                  | -                  | -           | -           | -           | 21     | 0      |
| 2005-2006           | Treviso         | A               | 22         | 1          | CI              | 0               | 0               | -                  | -                  | -                  | -           | -           | -           | 22     | 1      |
| 2006-2007           | Palermo         | A               | 7          | 0          | CI              | 2               | 0               | CU                 | 4                  | 0                  | -           | -           | -           | 13     | 0      |
| 2007-2008           | Torino          | A               | 28         | 1          | CI              | 2               | 0               | -                  | -                  | -                  | -           | -           | -           | 30     | 1      |
| 2008-gen. 2009      | Palermo         | A               | 4          | 0          | CI              | 1               | 0               | -                  | -                  | -                  | -           | -           | -           | 5      | 0      |
| Totale Palermo      | Totale Palermo  | Totale Palermo  | 11         | 0          |                 | 3               | 0               |                    | 4                  | 0                  |             | -           | -           | 18     | 0      |
| gen.-giu. 2009      | Torino          | A               | 12         | 2          | CI              | 1               | 0               | -                  | -                  | -                  | -           | -           | -           | 13     | 2      |
| Totale Torino       | Totale Torino   | Totale Torino   | 40         | 3          |                 | 3               | 0               |                    | -                  | -                  |             | -           | -           | 43     | 3      |
| 2009-2010           | Parma           | A               | 23         | 0          | CI              | 0               | 0               | -                  | -                  | -                  | -           | -           | -           | 23     | 0      |
| 2010-gen. 2011      | Parma           | A               | 1          | 0          | CI              | 1               | 0               | -                  | -                  | -                  | -           | -           | -           | 2      | 0      |
| Totale Parma        | Totale Parma    | Totale Parma    | 24         | 0          |                 | 1               | 0               |                    | -                  | -                  |             | -           | -           | 25     | 0      |
| gen.-giu. 2011      | Cesena          | A               | 7          | 0          | CI              | 0               | 0               | -                  | -                  | -                  | -           | -           | -           | 7      | 0      |
| 2011-2012           | Novara          | A               | 17         | 0          | CI              | 1               | 0               | -                  | -                  | -                  | -           | -           | -           | 18     | 0      |
| 2012-gen. 2013      | Siena           | A               | 2          | 0          | CI              | 1               | 0               | -                  | -                  | -                  | -           | -           | -           | 3      | 0      |
| gen.-giu. 2013      | Padova          | B               | 12         | 0          | CI              | 0               | 0               | -                  | -                  | -                  | -           | -           | -           | 12     | 0      |
| 2013-2014           | Siena           | B               | 35         | 1          | CI              | 5               | 0               | -                  | -                  | -                  | -           | -           | -           | 40     | 1      |
| Totale Siena        | Totale Siena    | Totale Siena    | 37         | 1          |                 | 6               | 0               |                    | -                  | -                  |             | -           | -           | 43     | 1      |
| 2014-2015           | Latina          | B               | 36         | 2          | CI              | 2               | 0               | -                  | -                  | -                  | -           | -           | -           | 38     | 2      |
| 2015-2016           | Latina          | B               | 40         | 1          | CI              | 0               | 0               | -                  | -                  | -                  | -           | -           | -           | 40     | 1      |
| 2016-2017           | Latina          | B               | 36         | 2          | CI              | 2               | 0               | -                  | -                  | -                  | -           | -           | -           | 38     | 2      |
| Totale Latina       | Totale Latina   | Totale Latina   | 112        | 5          |                 | 4               | 0               |                    | -                  | -                  |             | -           | -           | 116    | 5      |
| gen.-giu. 2018      | Perugia         | B               | 10         | 0          | CI              | -               | -               | -                  | -                  | -                  | -           | -           | -           | 10     | 0      |
| gen.-giu. 2019      | Paganese        | C               | 11         | 0          | CI+CI-C         | -               | -               | -                  | -                  | -                  | -           | -           | -           | 11     | 0      |
| dic. 2019           | Mantova         | D               | 4          | 0          | CI-D            | -               | -               | -                  | -                  | -                  | -           | -           | -           | 4      | 0      |
| ott 2020.-giu. 2021 | Sona            | D               | 18         | 1          | -               | -               | -               | -                  | -                  | -                  | -           | -           | -           | 18     | 1      |
| 2021-2022           | Real Calepina   | D               | 13         | 0          | -               | -               | -               | -                  | -                  | -                  | -           | -           | -           | 13     | 0      |
| Totale carriera     | Totale carriera | Totale carriera | 349        | 10         |                 | 26              | 0               |                    | 5                  | 0                  |             | -           | -           | 380    | 10     |

### Cronologia presenze e reti in nazionale
| Cronologia completa delle presenze e delle reti in nazionale ― Italia olimpica | Cronologia completa delle presenze e delle reti in nazionale ― Italia olimpica | Cronologia completa delle presenze e delle reti in nazionale ― Italia olimpica | Cronologia completa delle presenze e delle reti in nazionale ― Italia olimpica | Cronologia completa delle presenze e delle reti in nazionale ― Italia olimpica | Cronologia completa delle presenze e delle reti in nazionale ― Italia olimpica | Cronologia completa delle presenze e delle reti in nazionale ― Italia olimpica | Cronologia completa delle presenze e delle reti in nazionale ― Italia olimpica |
| Data                                                                           | Città                                                                          | In casa                                                                        | Risultato                                                                      | Ospiti                                                                         | Competizione                                                                   | Reti                                                                           | Note                                                                           |
| ------------------------------------------------------------------------------ | ------------------------------------------------------------------------------ | ------------------------------------------------------------------------------ | ------------------------------------------------------------------------------ | ------------------------------------------------------------------------------ | ------------------------------------------------------------------------------ | ------------------------------------------------------------------------------ | ------------------------------------------------------------------------------ |
| 21-5-2008                                                                      | Tolone                                                                         | Costa d'Avorio olimpica                                                        | 0 – 2                                                                          | Italia olimpica                                                                | Torneo di Tolone 2008 - 1º turno                                               | -                                                                              |                                                                                |
| 23-5-2008                                                                      | La Seyne-sur-Mer                                                               | Italia olimpica                                                                | 2 – 1                                                                          | Turchia under 23                                                               | Torneo di Tolone 2008 - 1º turno                                               | -                                                                              |                                                                                |
| 29-5-2008                                                                      | Tolone                                                                         | Cile under 23                                                                  | 0 – 1                                                                          | Italia olimpica                                                                | Torneo di Tolone 2008 - Finale                                                 | -                                                                              |                                                                                |
| Totale                                                                         |                                                                                | Presenze                                                                       | 3                                                                              |                                                                                | Reti                                                                           | 0                                                                              |                                                                                |

## Palmarès

### Club

#### Competizioni nazionali
- Coppa Italia Serie C: 1

Spezia: 2004-2005
- Serie D: 1

Mantova: 2019-2020 (girone D)

### Nazionale
- Torneo di Tolone: 1

2008